# Inès Longevial
Inès Longevial, née le 20 novembre 1990 à Agen, est une artiste peintre française.

## Biographie
Originaire du Sud-Ouest de la France, souffrant d'une forte myopie, Inès Longevial, encouragée par sa mère, peint ses premiers tableaux à 8 ans,. « Hormis une petite période où j’hésitais entre cosmonaute et styliste, j’ai toujours voulu peindre », dit-elle en 2017. Elle passe un baccalauréat sciences et technologies du design et des arts appliqués (ST2A) puis un diplôme supérieur d'arts appliqués (DSAA) à Toulouse.
À 23 ans, elle s'installe à Paris. À son arrivée, elle comprend à quel point la campagne l'inspire et est une source intarissable dans son travail.
En 2018, elle est choisie pour designer les nouvelles bouteilles Evian et Badoit en édition limitée avec l'agence BETC.
En 2020, elle s'engage contre les violences policières en participant à la collecte de dons pour Adama Traoré.
En juin 2021, elle expose chez Christie's Paris dans le cadre de l'exposition Women in art (Femmes dans l'art). Rizzoli New York édite la première monographie de l'artiste le 28 septembre 2023,.

## Style
Elle affirme que sa peinture s'inspire des artistes Pablo Picasso et Pedro Almodóvar.

## Reconnaissances
En mars 2018, elle fait la couverture du magazine Juxtapoz.
En 2022, il comptabilise plus de 346 000 abonnés sur son compte Instagram créé en 2013.
En 2023, elle fait partie de la sélection « artistes » de la deuxième édition du prix Balzac.

## Expositions

### 2023
- Modigliani and the modern portrait, Nassau County Museum of Art, Nassau[14]
- Je est un autre, Château La Coste, Le Puy-Sainte-Réparade[15]
- Perchée, Ketabi Bourdet, Paris[16]

### 2022
- En chair et en os, Van de Weghe, New York[17]
- World on Paper, Ketabi Bourdet, Paris[12]
- Tomorrow is your lucky day, French Institute Alliance Française, New York[18]
- Oat Milk Tears, Journal Gallery, New York[19]
- L'Heure Magique, Musée des Beaux-Arts d'Agen, Agen[20]

### 2021
- Chaotic Energy, Christie's, Paris[21]
- Before the sun sinks low, Ketabi Bourdet, Pantin[22]
- Salon de Peinture, Almine Rech, New York[23]
- Artistes à la Une, La Monnaie de Paris, Paris[24]

### 2020
- I Miss You, Chandran Gallery[25]

### 2019
- Œuvres Récentes, Galerie des Tournelles, Paris[26],[27],[28]

### 2018
- Je suis une couleur, Chandran Gallery, San Francisco[29]

### 2017
- Sous le soleil, HVW8 Gallery, Los Angeles[30]